# 武夷山站
武夷山站位于中华人民共和国福建省南平市武夷山市崇安街道，是一个横南线上的铁路车站，建于1997年，由中国铁路南昌局集团南平车务段管理的区段站，目前为三等站，办理客货运业务，此外还担负部分货物列车编组、解体、改编等作业，以及军用、装卸、上水、列车到发、会让工作。

## 车站结构
武夷山站站场规模一级二场，到发场设有7条到发线（含3条客车到发线），调车场设有4条调车线，驼峰设有2条编发线；此外还设有2条客车整备线。车站货场办理整车普通货物到发，设有3条货物线，另设有1条通往福州机务段武夷山折返点的专用线，办理危险品航空煤油到达业务。
- 站前广场
- 站房侧的站台
- 站台